# Pronação

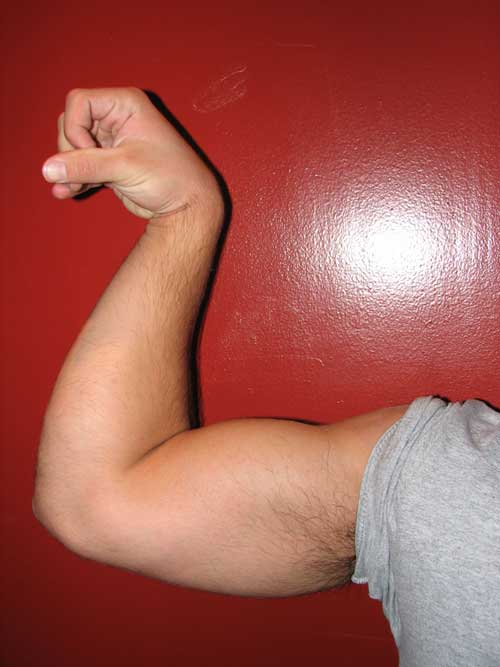
Foto: Cotovelo flexionado, antebraço na posição pronada.

Pronação é um termo utilizado para descrever um movimento que pode ocorrer tanto no antebraço como no pé.
De uma forma mais objetiva, pode-se dizer que há pronação quando se efetua um movimento que gere ou que seja uma "torção" ou "rotação". No caso do antebraço, a posição pronada fica caracterizada pela torção dos dois ossos que constituem o antebraço. No caso da pisada, há pronação quando se tem um movimento de rotação, ou seja, após o toque da parte externa do calcanhar, ocorre uma rotação ou torção do pé, mediante o que o apoio se desloca da parte externa do pé para a parte interna (o movimento se encerra com o impulso sendo dado pela região do "dedão").

## Antebraço
No antebraço, o movimento de pronação é o movimento que ocorre no plano transverso, entre o rádio e a ulna. O movimento de pronação tem como resultado pôr o dorso da mão para 'cima' (anterior) e o polegar apontado medialmente. 
Na posição anatômica, o antebraço encontra-se em sua posição oposta, denominada "supinado", onde o polegar encontra-se voltado lateralmente e a palma da mão anteriormente.

## Pé
No pé, a pronação é um pouco mais complexa, pois apresenta um eixo de movimento inclinado. A pronação do pé acontece principalmente na articulação subtalar e tem como resultado a eversão do calcâneo associada a uma rotação interna do tálus. Durante a marcha fisiológica, o movimento de pronação da articulação subtalar (pronação do pé) contribui para absorver o impacto que ocorre após o contato do calcanhar. É mais correto o movimento ser denominado de "eversão".
O movimento de supinação do pé tem a direção oposta e durante a marcha é importante para "travar" os ossos da articulação do pé e promover uma alavanca rígida para a impulsão.